# Parco nazionale del Circeo
Il parco nazionale del Circeo è un parco nazionale istituito nel 1934 in una delle più antiche aree naturali protette d'Italia, ubicato lungo la costa tirrenica del Lazio storico, lungo il tratto di litorale tirrenico compreso tra Anzio e Terracina, coprendo una superficie di 8.917 ettari e prendendo il nome dall'omonimo promontorio. La superficie totale del Parco è composta dal valore inserito sull'Elenco Ufficiale per il parco stesso, sommato a quello delle diverse riserve naturali che ne fanno parte, che nell'elenco compaiono separate. Il Parco è gestito dall'Ente Parco Nazionale del Circeo e fa parte del sistema nazionale delle Aree Protette italiane gestito dal Ministero dell'Ambiente e della Sicurezza Energetica.

## Storia
Fu istituito, nel 1934, dall'Amministrazione Forestale del tempo, per volere di Benito Mussolini, dietro suggerimento del Sen. Raffaele Bastianelli, al fine di tutelare gli ultimi resti delle Paludi Pontine che proprio in quegli anni venivano bonificate. Natale Prampolini, il senatore e l'ingegnere che progettò la bonifica dell'Agro Pontino, fu infatti premiato da Vittorio Emanuele III col conferimento del titolo di conte del Circeo nel 1941. È l'unico parco nazionale italiano a estendersi completamente in un ambiente marino di pianura.
Il parco nazionale del Circeo è inoltre una “riserva della biosfera” dell'UNESCO dal 1997, ed è stato candidato al titolo di "patrimonio dell'umanità".
Già previsto dalla legge quadro sulle Aree Protette (L. 394/1991), solo nel 2005 il DPR 155/2005 ha dato il via all'istituzione dell'Ente Parco, iter conclusosi nel 2007 con la nomina del Presidente e del Consiglio Direttivo. Il primo Presidente dal 2007 e fino al 2018 a gestione Ministero dell'Ambiente è stato Gaetano Benedetto, primo direttore Giuliano Tallone (2008/2013), seguito dal Coordinamento Tecnico Amministrativo del funzionario CFS Danilo Bucini. Nel 2015 viene nominato Direttore Paolo Cassola (2015/2020) e nel 2024 Stefano Donati. Prima del 2007 il Parco è stato retto da un Commissario Straordinario, il Gen. Salvatore Armando Bellassai, già sindaco di Sabaudia, e da un Direttore f.f. del CFS, Pietro Oieni.
Nel 2025 viene annunciata la scoperta nel Riparo Blanc della più antica necropoli de Lazio e di una delle più antiche conosciute, datata tra il 9.300 e il 7.500 a. C.

## Territorio
Il Parco tutela un ricco insieme di biomi. Vi sono 5 habitat f (La Foresta, I Laghi e le Zone Umide, La Duna, Il Promontorio e l'Isola di Zannone) a cui si può aggiungere il sistema dei beni archeostorici del Comprensorio del Circeo gestito dal Ministero della Cultura con il quale negli anni il Parco a sviluppato intese e progetti comuni.

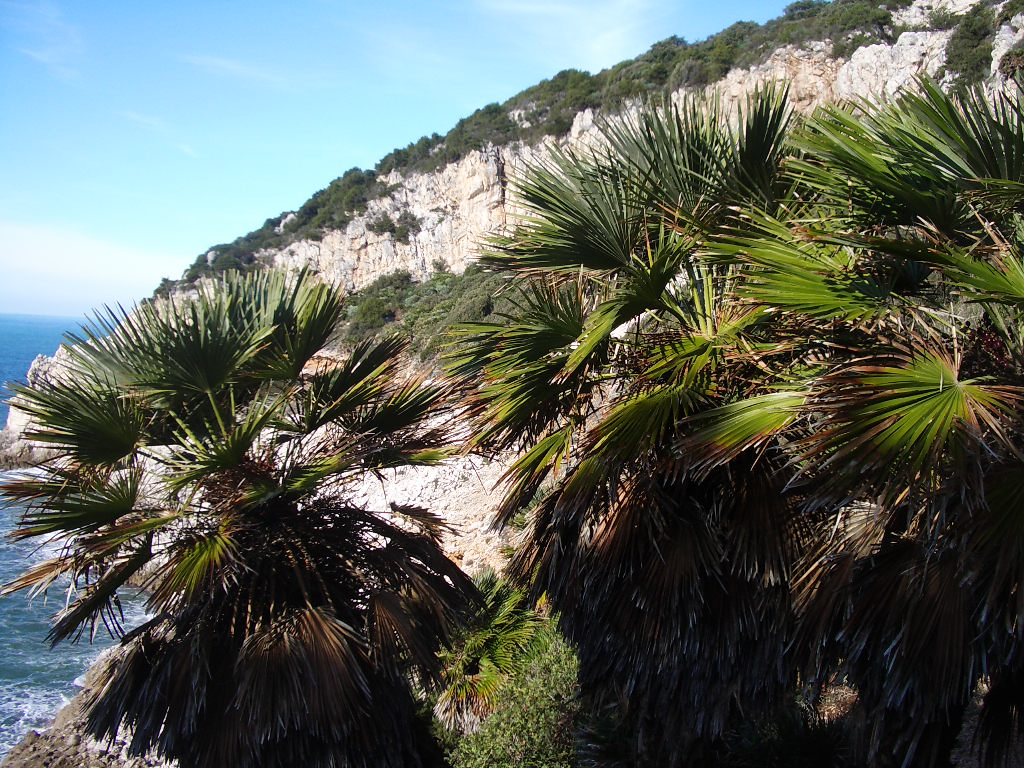
Palme nane in zona "Quarto Caldo"

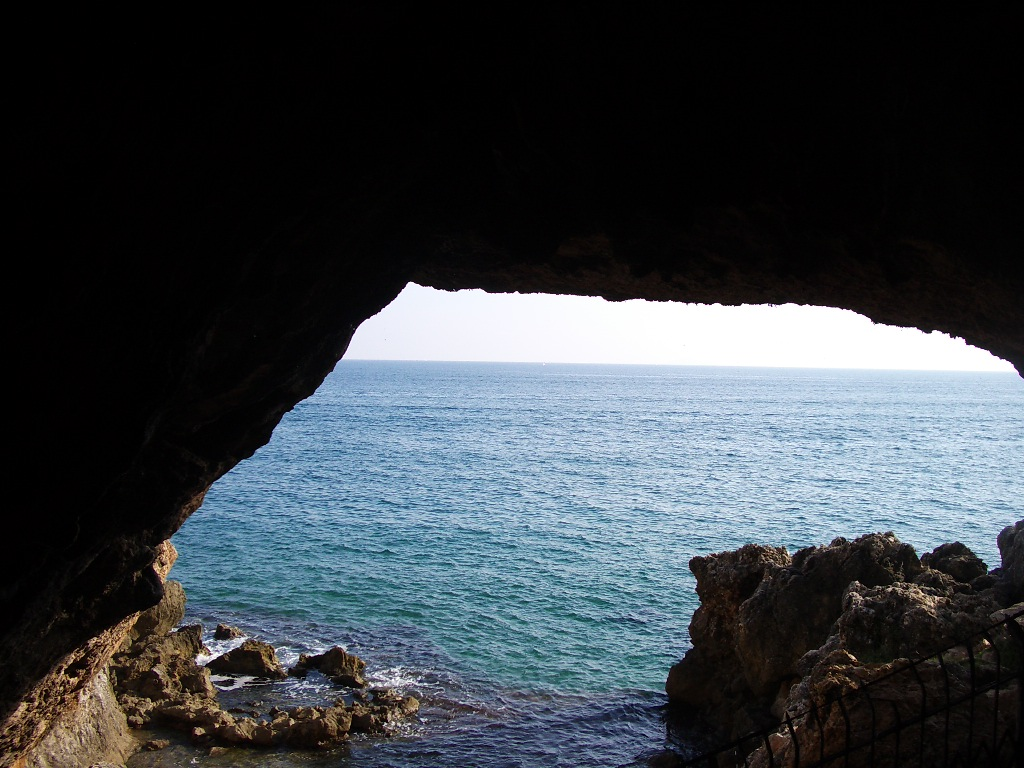
La grotta delle Capre

È la cima montuosa del Monte Circeo che tocca i 541 m e che ha dato il nome all'intero Parco Nazionale. Geologicamente parlando, si tratta di un massiccio calcareo-dolomitico del Mesozoico formatosi per sedimentazione in una zona non ben definita dell'attuale Tirreno e successivamente scorso su strati di flysch, per circa 200 chilometri, fino a occupare la posizione attuale.
Secondo la leggenda, sul Circeo viveva la maga Circe che, dopo aver tentato di trasformare Ulisse e i suoi compagni in porci, come narrato nell'Odissea, li accolse per un anno e diede loro preziose informazioni. Visto da lontano, il Circeo assomiglia ad una donna addormentata o ad un maiale, il che, secondo alcuni, ha dato origine alla leggenda di Circe.
Il promontorio, dal punto di vista naturalistico, si divide in due versanti completamente diversi tra di loro. Il versante nord, detto anche "Quarto freddo", caratterizzato da un clima umido, è ricoperto da una fitta macchia alta di leccio, associata, a quote più basse, al frassino minore, al carpino nero, alla roverella e al farnetto. Nel sottobosco si trovano erica, ginestra e corbezzolo mentre, verso la foresta di pianura, nella zona di “Mezzomonte”, si trova una sughereta di circa 25 ha.
L'altro versante, il "Quarto caldo", si affaccia verso sud e gode dunque, per tutto l'anno, di un'esposizione soleggiata. Vi prospera una vegetazione rupestre mediterranea con leccio, ginepro fenicio, euforbia arborea, mirto, lentisco, rosmarino, erica; tra i bassi cespugli troviamo invece il finocchio marino, l'elicriso, l'euforbia, lo statice e la centaurea di Circe (Centaurea cineraria subsp. circae). La presenza più interessante è però quella della palma nana, l'unica palma spontanea in Europa, relitto di epoche più calde.
La fauna, invece, oltre che dal cinghiale, dal tasso, dalla faina e dal moscardino, è rappresentata da numerosi uccelli, in particolare rapaci come il falco pellegrino, il gheppio e i numerosi altri che vi nidificano o che sorvolano la zona durante le migrazioni.
Il promontorio del Circeo rappresenta inoltre una zona di notevole interesse speleologico dal momento che, alla sua base, si aprono numerose grotte, le quali hanno mantenuto la traccia delle variazioni climatiche e delle oscillazioni del livello del mare nelle passate ere geologiche e hanno restituito preziose testimonianze di un'antichissima occupazione umana di questo luogo, già a partire dal Paleolitico. In tal senso, la più conosciuta è la grotta Guattari, al cui interno, nel 1939, fu rinvenuto un cranio di tipo neanderthaliano. Altra grotta interessante, facilmente raggiungibile via terra, è la grotta delle Capre, in prossimità della quale si trovano anche la grotta dell'Impiso e la grotta del Fossellone.
Interessante, dal punto di vista archeologico, anche grotta Breuil.
Altre grotte sono: la grotta Azzurra, celebre per i suoi riflessi di colore; la grotta del Presepe, così chiamata per le sue caratteristiche colate stalagmitiche che, viste dal mare, sembrano statuine inginocchiate; le "Cinque grotte" o "Cattedrale", così chiamate per la forma che ricorda quella delle cattedrali gotiche, piene di guglie; la grotta Barbara; la grotta della Maga Circe, che la leggenda vuole sia stata indicata dalla maga Circe a Ulisse affinché egli vi ricoverasse la propria barca.

### La foresta

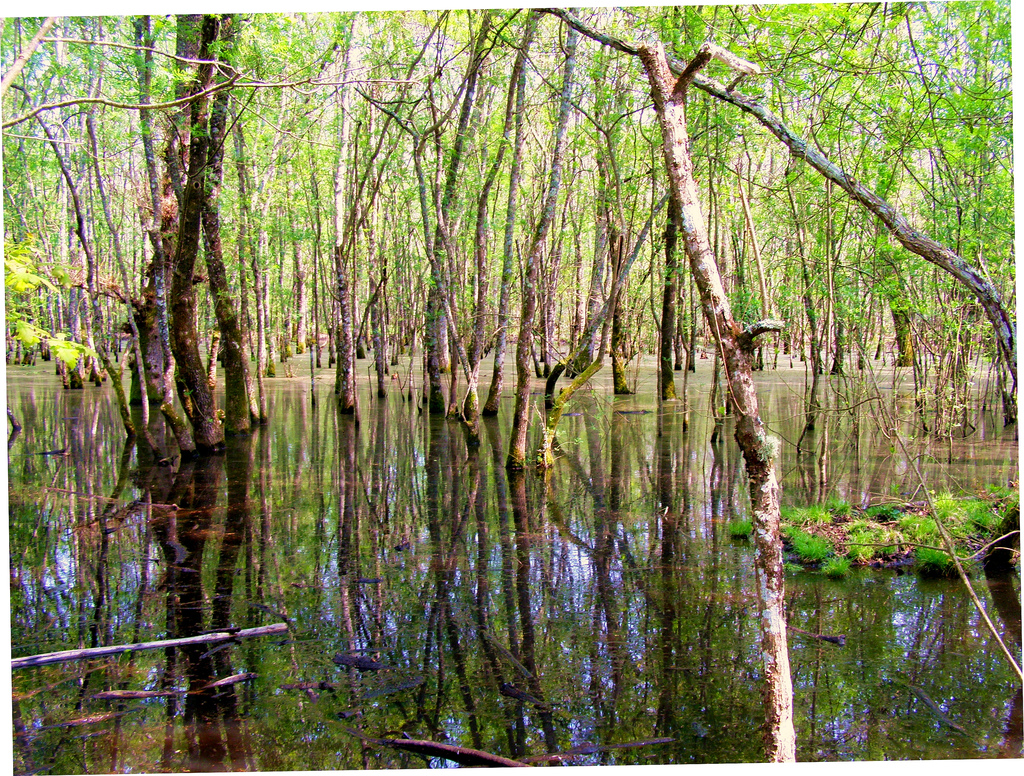
Tipica "piscina" all'interno della foresta

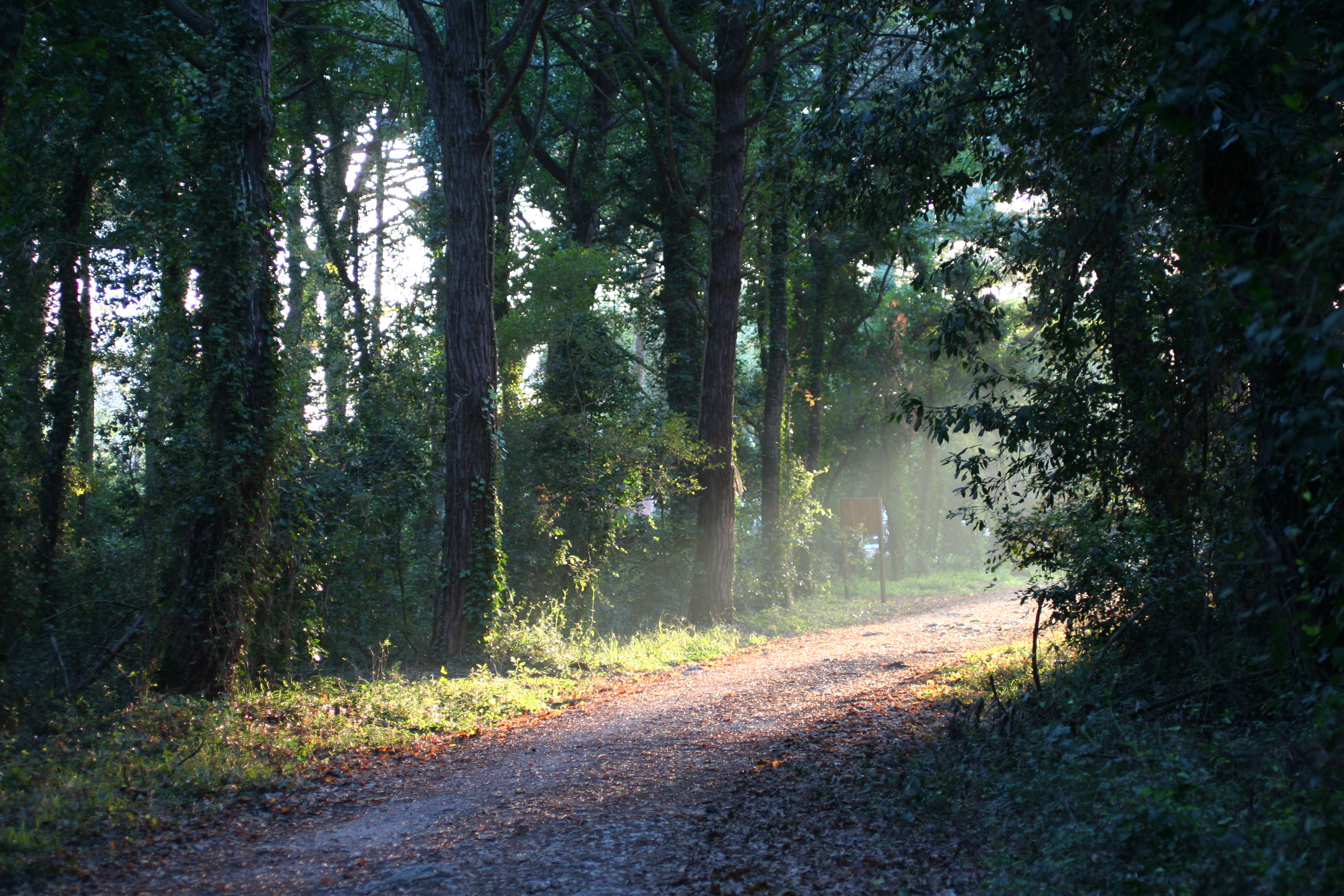
Sentiero all'interno della foresta

Si tratta di ciò che rimane della vecchia "Selva di Terracina", ricoperta da macchia mediterranea e da alberi tipici delle aree marine, come pini, lecci e querce da sughero.
Essa rappresenta la più estesa foresta naturale di pianura in Italia, estendendosi per 3.300 ha circa. 
La foresta, oggi, è ancora un vasto ecosistema; caratteristiche, ad esempio, sono le "piscine", ovvero aree paludose che si formano principalmente nella stagione autunnale per l'accumulo di acqua piovana, e le "lestre", zone in cui, un tempo, gli abitanti stagionali edificavano i loro precari villaggi.
Nella foresta esistono tre aree di Riserva Naturale Integrale: la Piscina delle Bagnature, la Piscina della Gattuccia e la Lestra della Coscia.
Tutta la foresta è visitabile tramite una fitta rete di sentieri, sia pedonali che ciclabili. Percorrendoli, si incontrano specie vegetali tipiche di aree continentali, quali il cerro, il frassino, la farnia e specie tipicamente mediterranee quali il leccio, l'alloro, la sughera: la foresta del Circeo, infatti, è un punto d'incontro di specie vegetali appartenenti a realtà climatiche diverse. Il sottobosco è assai ricco di specie, che producono bacche e piccoli frutti, come biancospino, prugnolo, melo e pero selvatico, corbezzolo, erica arborea, pungitopo ecc. La presenza di bacche e frutti attira inoltre numerose specie di uccelli canori. Particolarmente ricca e pregiata è la presenza di funghi, la cui raccolta è regolamentata e controllata. 
Dal punto di vista della fauna, troviamo, oltre alle varie specie di uccelli: mammiferi tipici dell'area mediterranea, quali cinghiale, lepre, tasso, riccio, volpe, donnola, ecc.; rettili: biacco, natrice, vipera, testuggine di terra e palustre; anfibi: tritone, rospo, rana. I daini, introdotti nel Parco nel 1953 nell’ambito dei programmi di allevamento della selvaggina da ripopolamento, svolti dall’ex Azienda di Stato delle Foreste Demaniali e mantenuti all’interno di un grande recinto di 400 ettari, sono fuggiti dalla cattività e hanno dato origine alla popolazione che occupa attualmente l’intera Foresta, con densità variabili e non senza arrecare danno al rinnovamento del patrimonio forestale, dato lo squilibrio derivante dalla mancanza di predatori. Per le sue particolari caratteristiche, la foresta del Circeo, nel 1977, è stata dichiarata "riserva della biosfera", ed inserita nel programma "MAB" (Man and biosphere).

### La duna litoranea

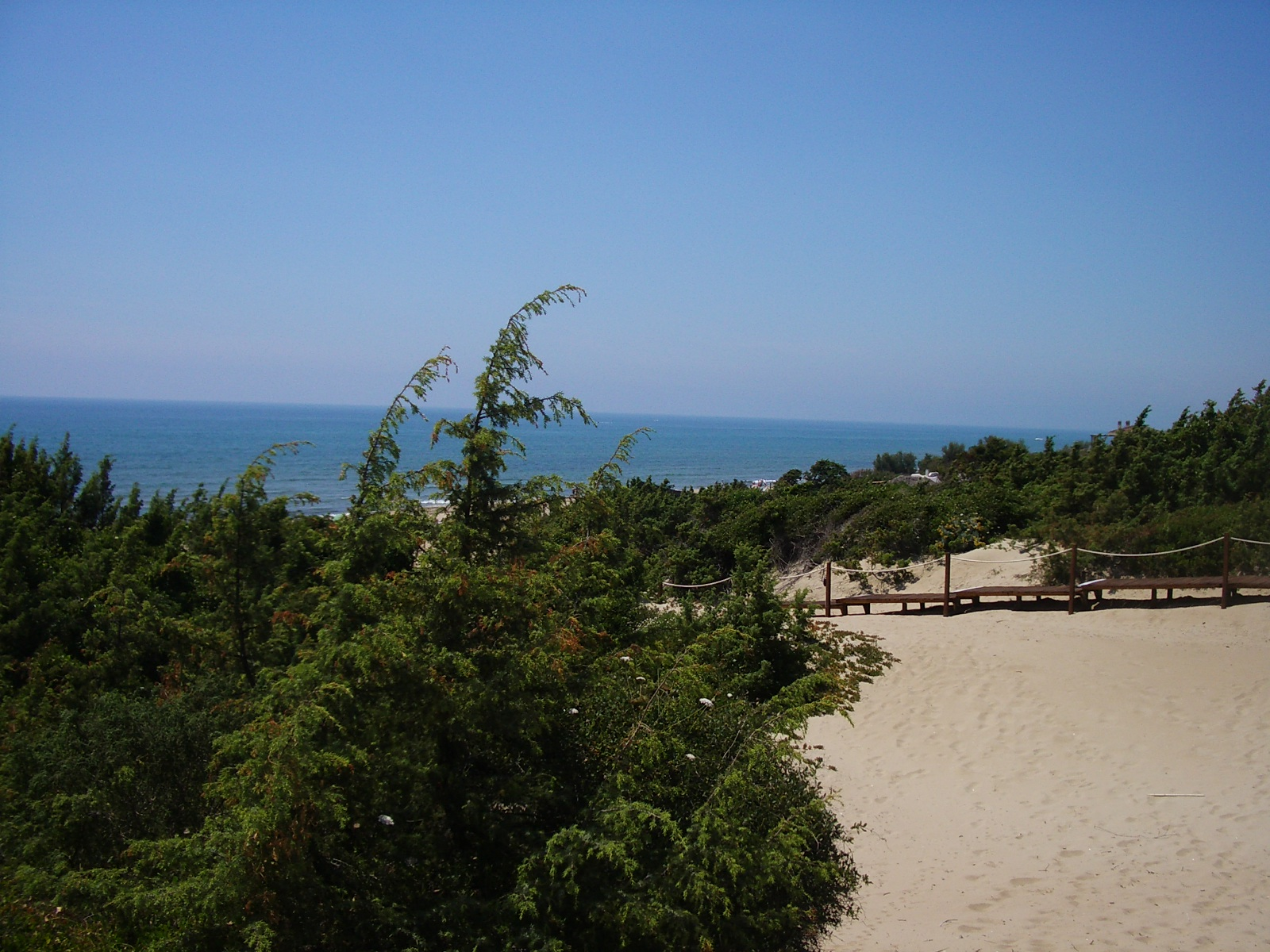
Scorcio della duna litoranea dalla spiaggia di Sabaudia

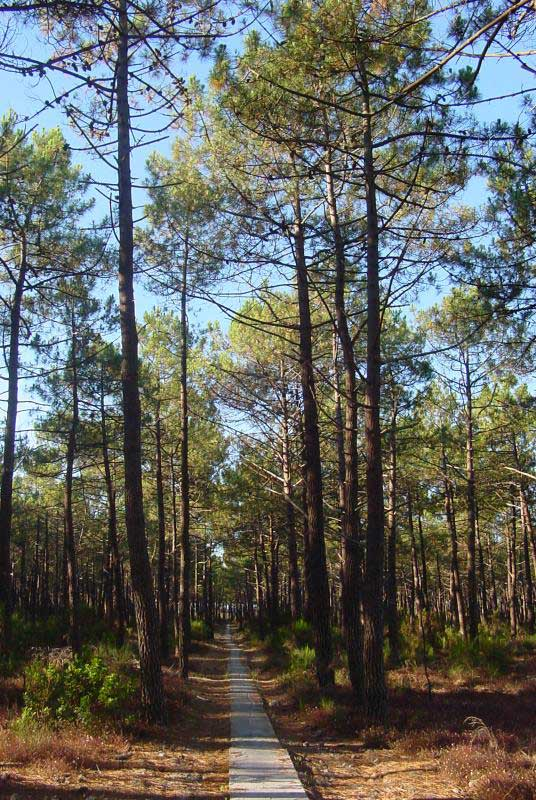
Pino marittimo

Nel territorio del parco è compresa una fascia costiera sabbiosa che si estende, in lunghezza, per circa 22 km, partendo dalla scogliera calcarea del promontorio del Circeo, appena sotto torre Paola, proseguendo oltre il territorio del parco (che termina in località Capoportiere) fino al capo d'Astura. La spiaggia è formata da sabbie sottili e, alle spalle di essa, si innalza il cordone dunale che raggiunge una altezza massima di 27 m e le cui sabbie presentano una rigogliosa vegetazione. Le Dune ospitano diverse specie di piccole piante, come arbusti e cespugli, i quali offrono un habitat ideale per molte specie animali tra cui tassi, volpi, conigli, lucertole, coleotteri. In autunno è possibile osservare le cosiddette “barchette di San Pietro”, meduse simili a piccole barche a vela, che rendono la spiaggia di colore azzurrino.
L'ambiente costiero dunale è particolarmente difficile: le alte temperature, le lunghe siccità, il terreno poco fertile e i forti venti rendono difficile la sopravvivenza delle specie vegetali, che si sono così dovute adattare: troviamo così piante con foglie piccole, o addirittura aghiformi. Queste piccole piante, più vicine al mare, all'apparenza poco significative, sono invece fondamentali per la sopravvivenza della duna: giglio marino, gramigna delle spiagge (Agropyron junceum), camomilla marina, carpobroto o unghia di strega, ecc., con la loro stessa presenza attenuano la forza del vento; le loro radici riescono a formare un fitto reticolo sotterraneo che blocca la sabbia e rafforza la duna, permettendo così anche ad altre specie di sopravvivere. 
Tali piante, che sono riuscite ad adattarsi a vivere in questo luogo inospitale, sono dette “pioniere” perché, come veri e propri coloni, sono state i primi abitanti di questi luoghi difficili e hanno creato un ambiente ospitale per altri organismi viventi. Procedendo dal mare verso l'interno troviamo, man mano, specie sempre più sviluppate, come il ginepro coccolone e il lentisco.
Sul retroduna, le condizioni cambiano: l'azione del vento, schermata, si attenua progressivamente e il suolo diventa più profondo e più fertile. Possono così crescere veri e propri alberi: il pino marittimo e il leccio, per esempio, che vengono però sostituiti, sulle sponde dei laghi, da ontani, frassini, pioppi e salici.
Onde evitare danni causati dal calpestio dei frequentatori della spiaggia, sono state predisposte passerelle in legno che consentono di accedere alla spiaggia senza danneggiare la vegetazione; la sommità della duna è invece percorsa da una strada che, per un tratto, in corrispondenza del lago dei Monaci, è percorribile solo a piedi o in bicicletta. Sulla duna litoranea una serie ininterrotta di ville e relative recinzioni ha però deturpato l'antica bellezza naturale del sito.

### Le zone umide

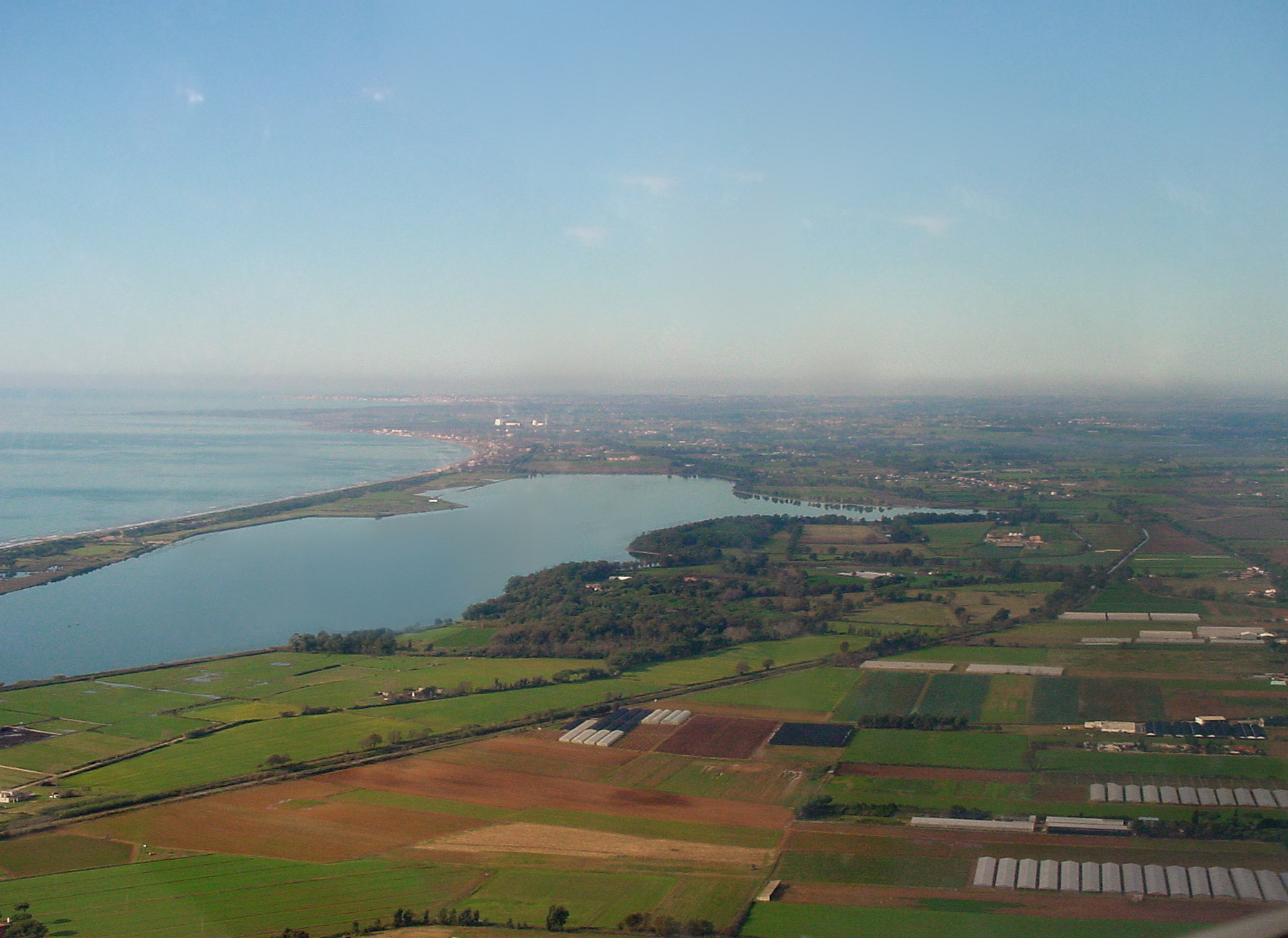
Laghi costieri visti dall'alto

Si tratta dei quattro laghi costieri di Paola, Caprolace, Monaci e Fogliano, piccoli bacini d'acqua salmastra e ideale rifugio per molte specie di uccelli acquatici. 
I laghi sono in realtà degli stagni costieri, con acque poco profonde (in media circa due metri) che comunicano con il mare attraverso una serie di canali che assicurano il ricambio idrico.
Oltre che per gli uccelli, tali zone sono fondamentali per tutta una serie di specie, che, anche se meno visibili e conosciute, rivestono un ruolo determinante per l'equilibrio ecologico. Nei canali di acqua dolce, ad esempio, troviamo la testuggine palustre (Emys orbicularis), specie a rischio d'estinzione in Italia, oltre a una serie di pesci considerati importanti indicatori della qualità dell'ambiente. Altri animali di cui facilmente troviamo le tracce sono il tasso e l'istrice, oltre a volpe, donnola, cinghiale e riccio. Le sponde dei laghi ospitano, dal punto di vista della flora, una vegetazione composta prevalentemente da salicornie, inule e tamerici. Numerosissimi sono gli uccelli, che possono facilmente essere osservati presso la zona di Pantani dell'Inferno, di fronte al lago di Caprolace: qui, la presenza delle acque salmastre del lago e di quelle dolci degli acquitrini, favorisce la sosta di specie diverse.
Nelle acque salmastre dei laghi, ricche di vita, vengono inoltre praticate attività di pesca con sistemi compatibili con le esigenze di tutela, garantendo, così, il rispetto dell'ambiente, l'occupazione e il mantenimento di attività tradizionali. Oltre ai quattro laghi costieri vi sono poi zone acquitrinose e pascoli destinati prevalentemente all'allevamento dei bufali allo stato semi-brado; qui troviamo aironi guardabuoi, gru, oche, pavoncelle, allodole, chiurli. Data la rilevanza delle zone umide del Circeo, nel 1976 queste vennero dichiarate "Zona Umida di Interesse Internazionale".

### L'isola di Zannone

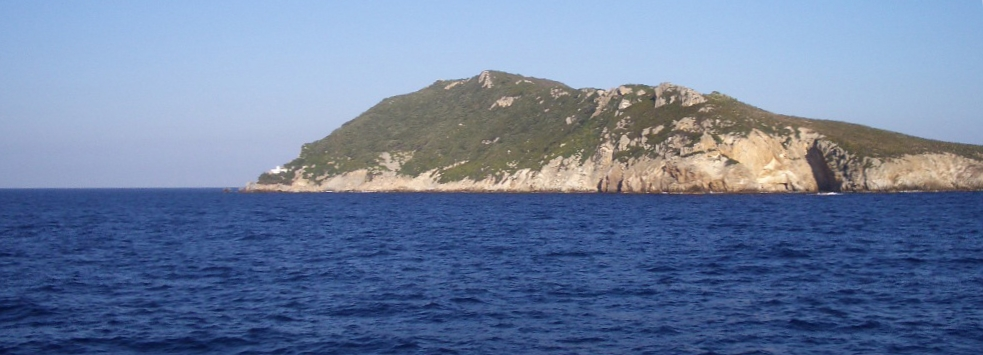
Zannone vista dal mare

Zannone è una piccola isola entrata a far parte del Parco nel 1979; è disabitata e ricoperta da boschi di lecci e querce. Tra le isole ponziane, è l'unica ad aver conservato intatta la propria copertura vegetale. Presenta motivi di interesse in ogni stagione: dalle spettacolari fioriture dell'erica, durante il periodo autunnale, alle migliaia di uccelli che vi sostano durante i periodi di passo (migrazioni), alle attrattive paesaggistiche e marine.
Dal punto di vista della flora troviamo: sulla scogliera l'elicriso che, salendo, viene sostituito dal lentisco, dal mirto e dall'erica; più in alto la ginestra, la fillirea, l'euforbia arborea che, man mano, lasciano il posto al corbezzolo e al leccio; a settentrione, invece, troviamo boschi di lecci, con eriche e allori. Tra gli animali selvatici, è presente il muflone, introdotto sull'isola negli anni venti del XX secolo e ora specie protetta.

### Le Riserve naturali
All'interno del territorio del Parco nazionale del Circeo si trovano alcune riserve naturali statali:
- Riserva naturale Rovine di Circe
- Riserva naturale Piscina delle Bagnature
- Riserva naturale Piscina della Gattuccia
- Riserva naturale Pantani dell'Inferno
- Riserva naturale Lestra della Coscia
- Riserva naturale Foresta demaniale del Circeo

Il clima
Il clima del parco è tipico mediterraneo.

## Punti d'interesse

### Cerasella
Situata nel cuore della foresta, è un'area attrezzata in cui è presente un recinto faunistico con daini e cinghiali.

### Cocuzza
Ospita il Centro di documentazione sull'Istruzione Scolastica e sull'Opera Sanitaria nelle Paludi Pontine.

### La villa di Domiziano
In località Palazzo, sulla sponda orientale del lago di Sabaudia, si trova il più grande complesso monumentale dell'intero comprensorio del Circeo: la villa di Domiziano (I secolo d.C.). L'estensione notevole del complesso antico è di poco inferiore alla superficie attualmente occupata dall'area di Riserva naturale Rovine di Circe, nella quale la villa è quasi interamente compresa.

### Il borgo di Villa Fogliano
Sulle rive dell'omonimo lago, nel settore settentrionale del Parco, nel territorio del comune di Latina, si trova l'area del Borgo di Fogliano. La sua rilevanza non è solo naturalistica, ma anche storica ed architettonica: in questa zona sono state infatti rinvenute numerose testimonianze della presenza dell'uomo a partire dalla preistoria. Dopo un periodo di abbandono, l'area di Fogliano rifiorisce con Papa Bonifacio VIII, sotto il quale Sermoneta, Ninfa e i laghi costieri di Fogliano costituiscono un unico fiorente possedimento, affidato alla famiglia Caetani. Il borgo di Villa Fogliano è celebre per il suo giardino botanico, nato a fine Ottocento come giardino esotico; venne poi abbandonato negli anni '20 e, a causa della mancata manutenzione, iniziò spontaneamente a crearsi un processo tale per cui piante tipiche della macchia mediterranea (leccio, palma nana, alloro) sono affiancate da palme, eucaliptus e araucarie.

## Strutture ricettive

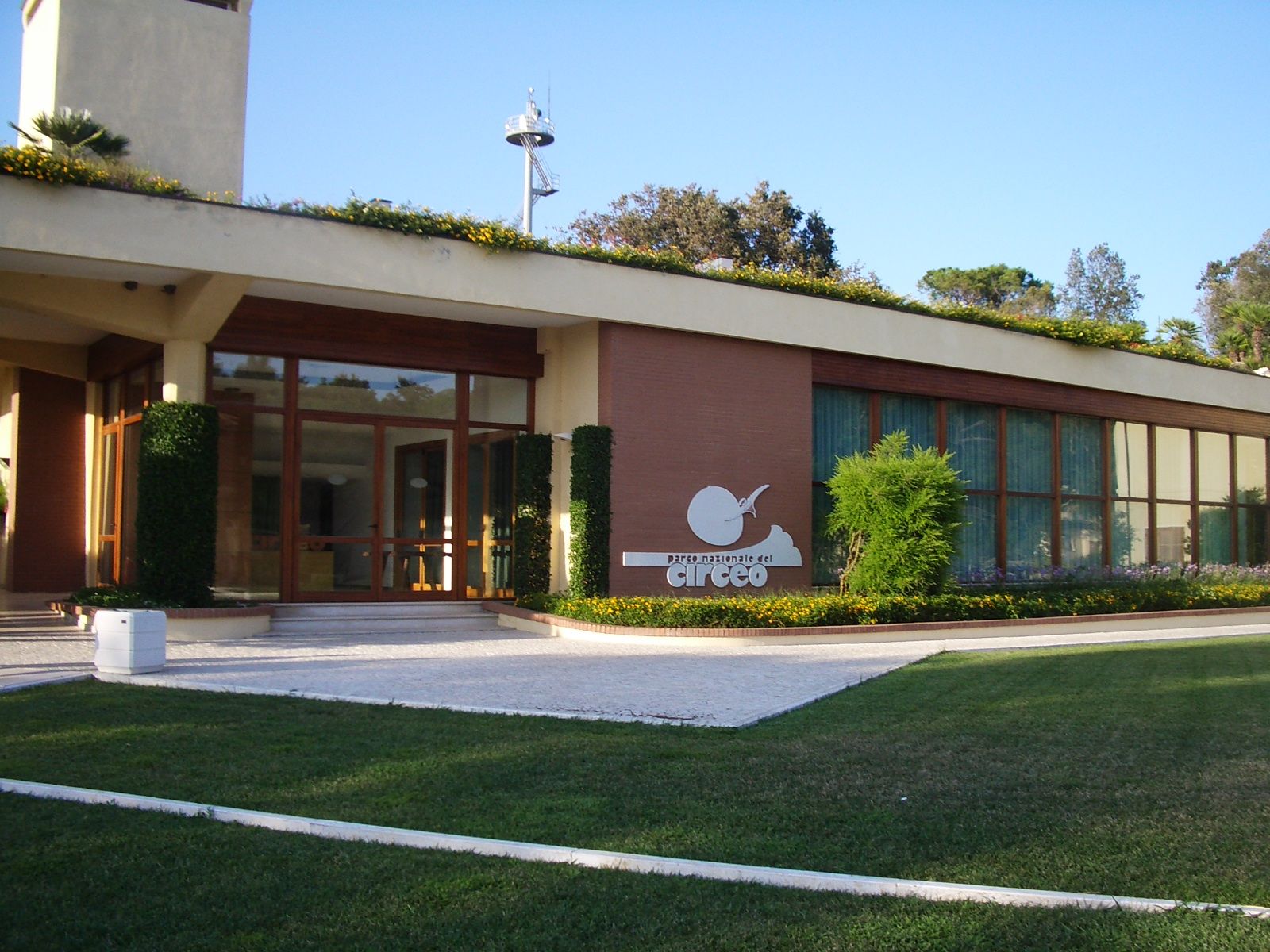
Centro visitatori del Parco Nazionale del Circeo a Sabaudia

In località Pantalone, in via Carlo Alberto, all'ingresso di Sabaudia, vi è una struttura di accoglienza e di orientamento alla visita al Parco. In essa si trovano la sede dell'Ente Parco, il museo naturalistico, il servizio informazioni, la biblioteca, la sala audiovisivi, la sala convegni e un piccolo Parco Giochi creato nel 2019 e dedicato dall'Ente Parco alla memoria di Alex Langer. È presente inoltre, nel vicino lembo di foresta, un percorso didattico con tabelle informative e le ricostruzioni di carbonaie e lestre, esempio di villaggio pre-bonifica.